# Scolioplecta molybdantha
Scolioplecta molybdantha es una especie de polilla de la familia Tortricidae. Se encuentra en Australia Occidental, Australia.